# 威廉·史密斯 (曲棍球运动员)
威廉·史密斯（英語：William Smith，1886年11月14日—1937年3月3日），英国前男子曲棍球运动员。他曾代表英国国家队参加1920年夏季奥林匹克运动会曲棍球比赛，获得一枚金牌。